# Ruisseau Ignace
Le ruisseau Ignace est un cours d'eau du territoire non organisé de la Baie-de-la-Bouteille et de la municipalité de Saint-Michel-des-Saints, dans la municipalité régionale de comté (MRC) de Matawinie, dans la région administrative de Lanaudière, au Québec, au Canada.

## Géographie
Le parcours du ruisseau Ignace contourne d'est en ouest le sud du lac de la Bouteille qui fait partie du versant du ruisseau de la Bouteille lequel coule vers le nord, jusqu'à la Baie de la Bouteille.

## Toponymie
L'origine du toponyme ruisseau Ignace est lié à la baie Ignace située au sud du réservoir Taureau et à Saint-Ignace-du-Lac dont le village a été inondé lorsque le barrage Taureau a été érigé.
Le toponyme ruisseau Ignace a été officialisé le 5 décembre 1968 à la Banque des noms de lieux de la Commission de toponymie du Québec.